# Acarien du fromage
Taxons concernés
Selon Wilkin (1979) et Melnyk et al. (2010):
- sous-classe des Acari
  - ordre des Astigmata
    - parmi le genre Acarus
      - Acarus chaetoxysilos
      - Acarus siro, le Ciron de la farine
      - Acarus farris
      - Acarus immobilis

    - parmi le genre Tyrophagus
      - Tyrophagus putrescentiae, le Ciron des champignons
      - Tyrophagus longior
      - Tyrophagus neiswanderi
      - Tyrophagus palmarum

    - parmi le genre Tyrolichus
      - Tyrolichus casei

    - parmi le genre Glycyphagus
      - Glycyphagus domesticus
      - Glycyphagus destructor

    - quelques espèces du genre Tydeusmodifier

Acarien du fromage est un nom vernaculaire désignant en français diverses espèces d'acariens utilisées volontairement dans l'affinage de certains fromages ou qui infestent d'elles-mêmes les fromages et provoquent leur détérioration. L'espèce la plus connue est Acarus siro, le Ciron de la farine.

## Dénominations
Les acariens vivant sur le fromage ont reçu de nombreux noms, parfois communs avec d'autres acariens. De plus, leur identification étant difficile et de nombreuses recombinaisons de leurs noms scientifiques ayant eu lieu au cours des années 1960, les utilisations des noms vernaculaires et des anciens noms vulgarisés se confondent. Ainsi, dans le contexte de la fromagerie, les noms « acarien », « ciron,, », « artison », ainsi que « mite » et « tyroglyphe » font tous allusion aux espèces d'acariens vivant sur le fromage ou à son représentant le plus célèbre Acarus siro.
L'expression « acarien du fromage » peut elle-même désigner dans son sens strict l'espèce Tyrolichus casei.

## Affinage des fromages

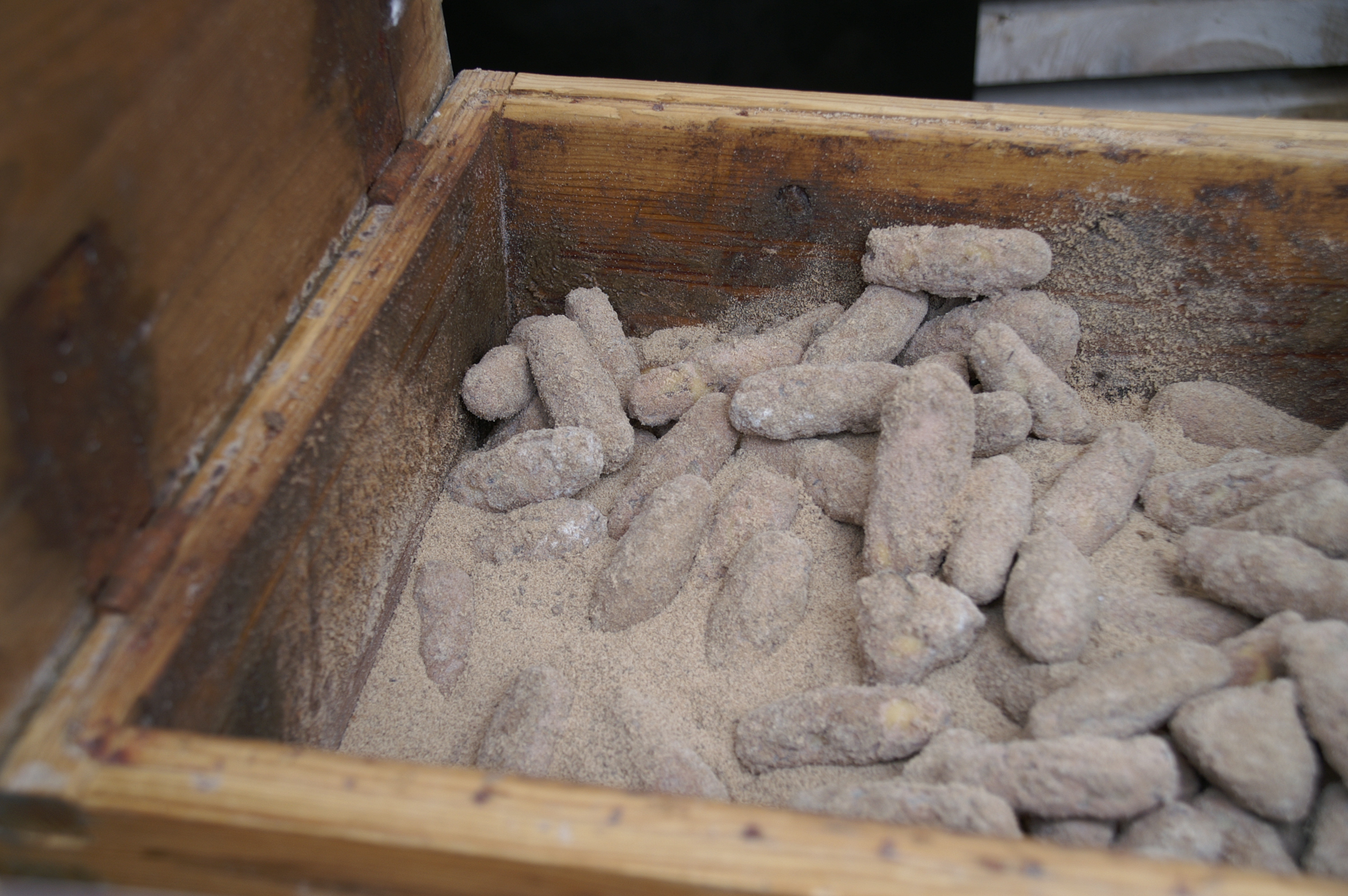
Affinage du Milbenkäse grâce à Tyrolichus casei.

L'utilisation d'acariens pour affiner le fromage est une ancienne tradition pratiquée surtout en France, en Allemagne et en Suisse. Différentes espèces ont été sélectionnées afin d'améliorer les caractéristiques organoleptiques du fromage, telles que son goût, la texture de sa croûte extérieure et son apparence. Les acariens sont responsables d'une saveur qualifiée de noix fruitée et d'un parfum aromatique citronné lié au néral. Néanmoins, les changements chimiques, physiques et microbiens qui se produisent dans le fromage à la suite de leur ajout restent à l'heure actuelle inconnus.
Acarus siro, le Ciron de la farine, est utilisé pour affiner la mimolette vieille dans la région lilloise, alors que c'est Tyrolichus casei, qui est utilisé dans le cas du Milbenkäse en Allemagne. D'autres fromages sont ensemencés aux acariens, notamment le fromage aux artisous dans le Velay et la tomme céronnée en Savoie. Leurs espèces sont attribuées à Acarus siro lato sensu sans avoir été réellement déterminées. Celle-ci est en effet un complexe d'espèces cryptiques composé d'Acarus siro stricto sensu, d'A. farris et d'A. immobilis pouvant se développer ensemble.

Quelques acariens du fromage
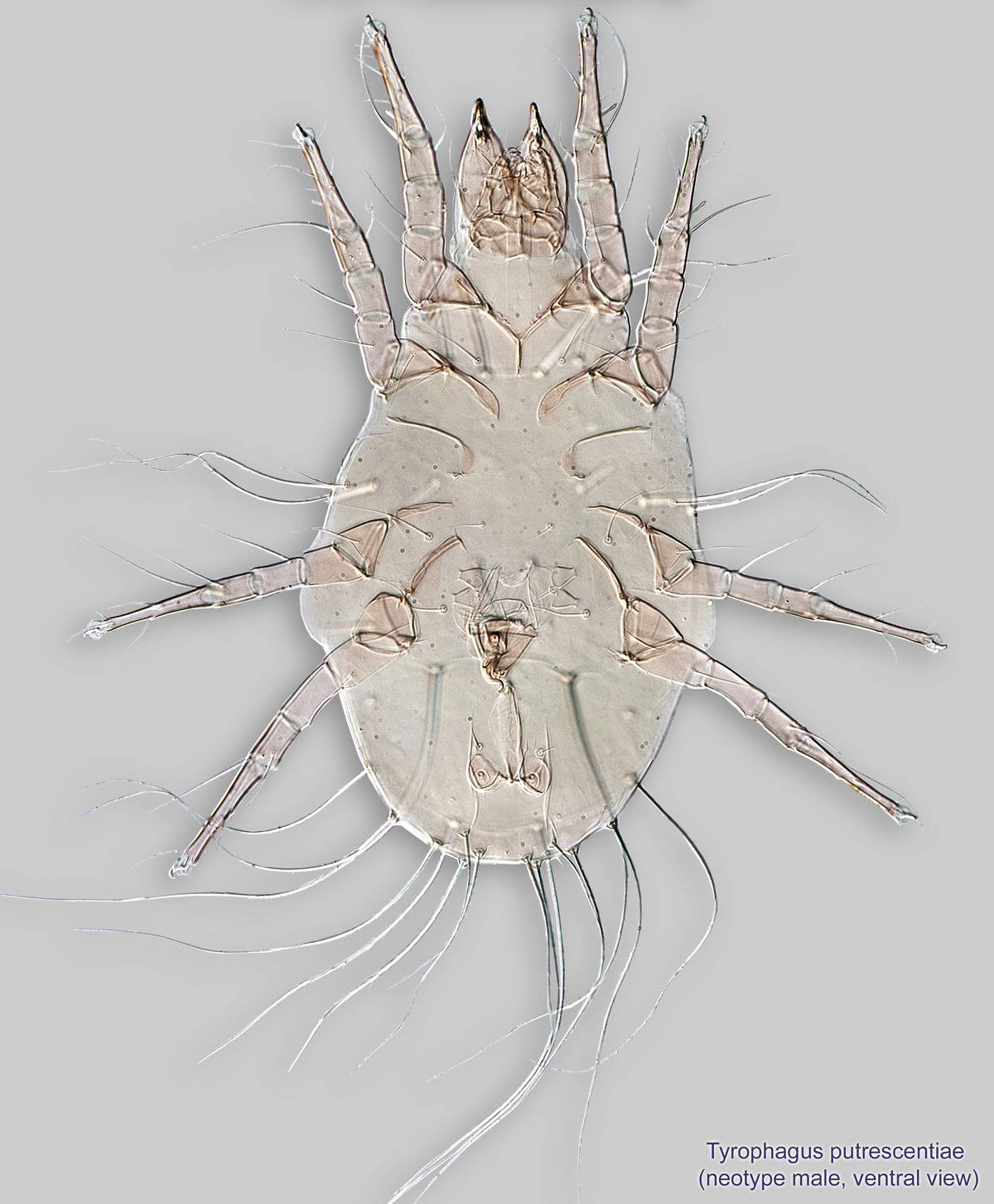
Tyrophagus putrescentiae (mâle).
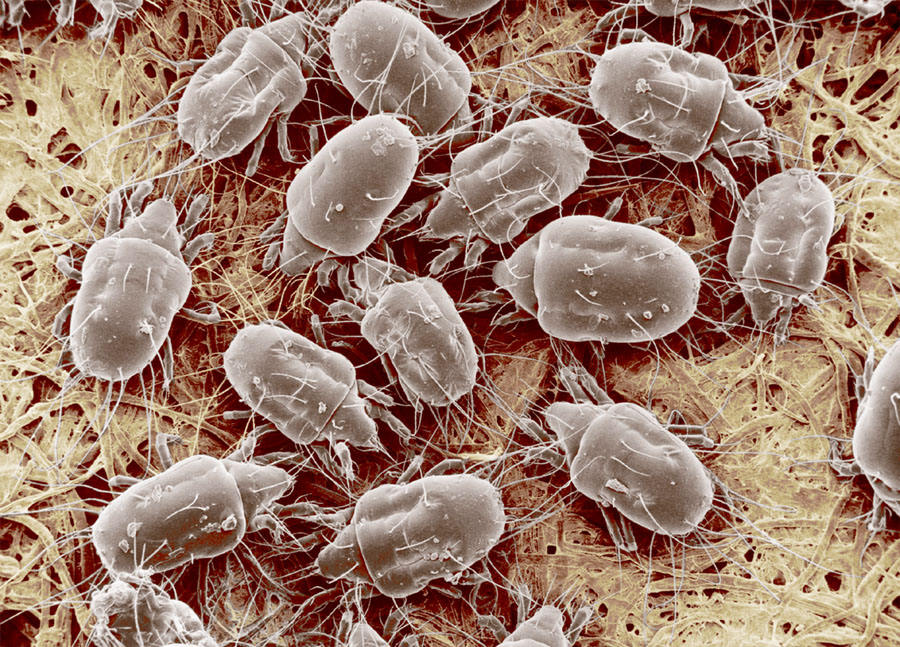
Tyrophagus putrescentiae.
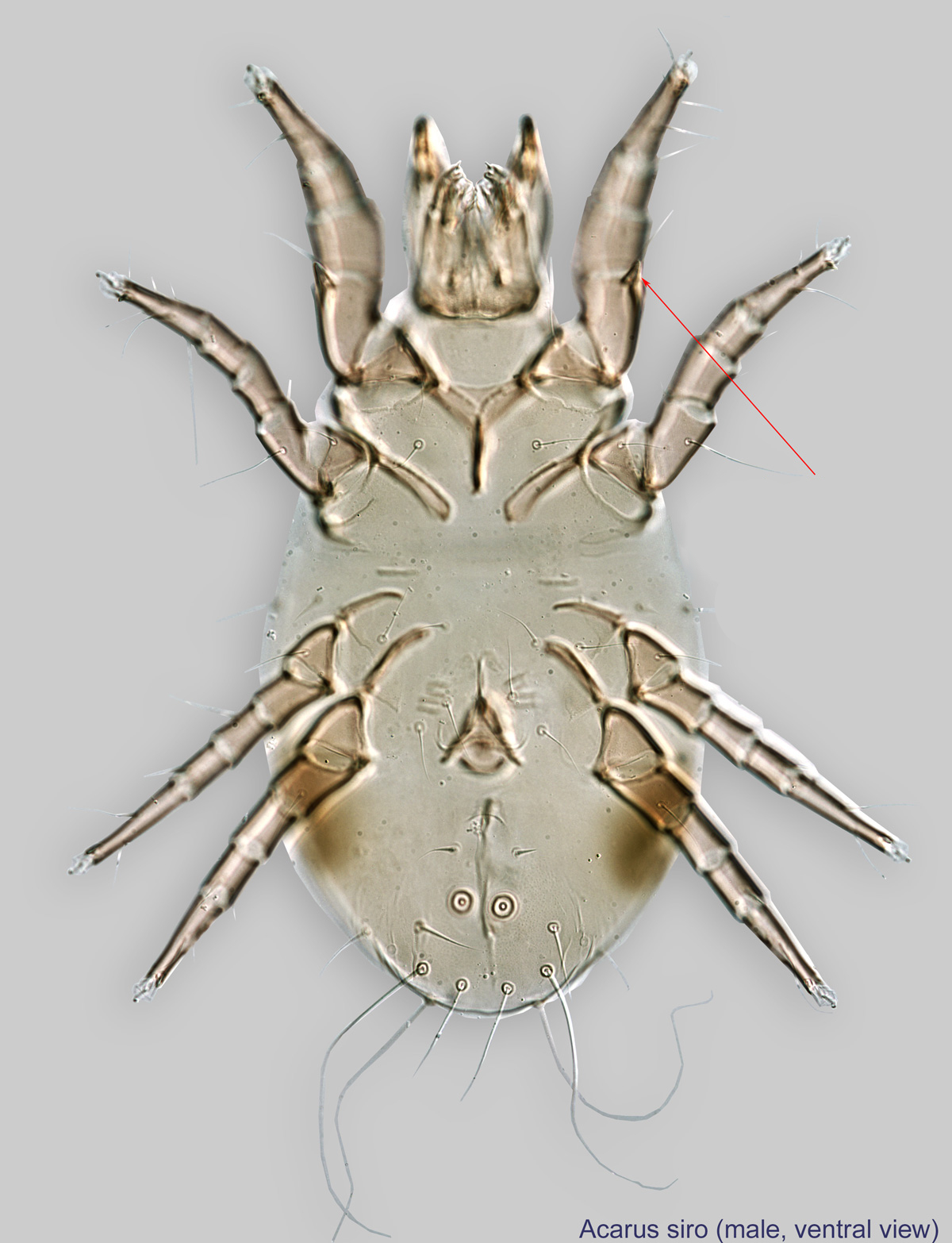
Acarus siro (mâle).
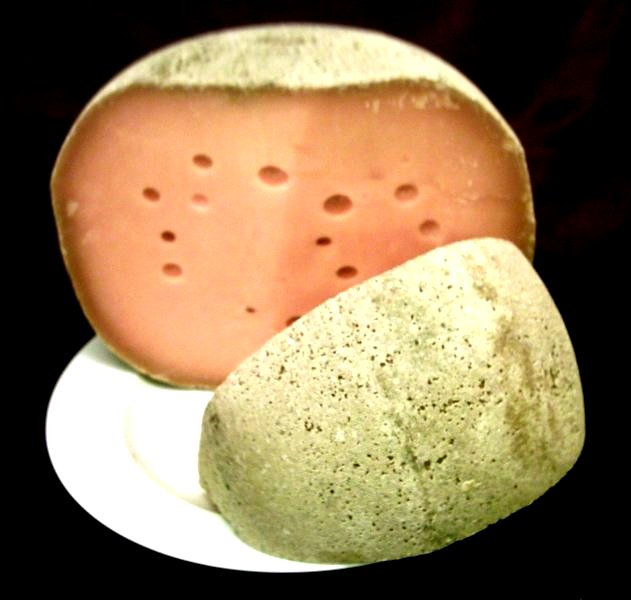
Mimolette vieille (région lilloise).
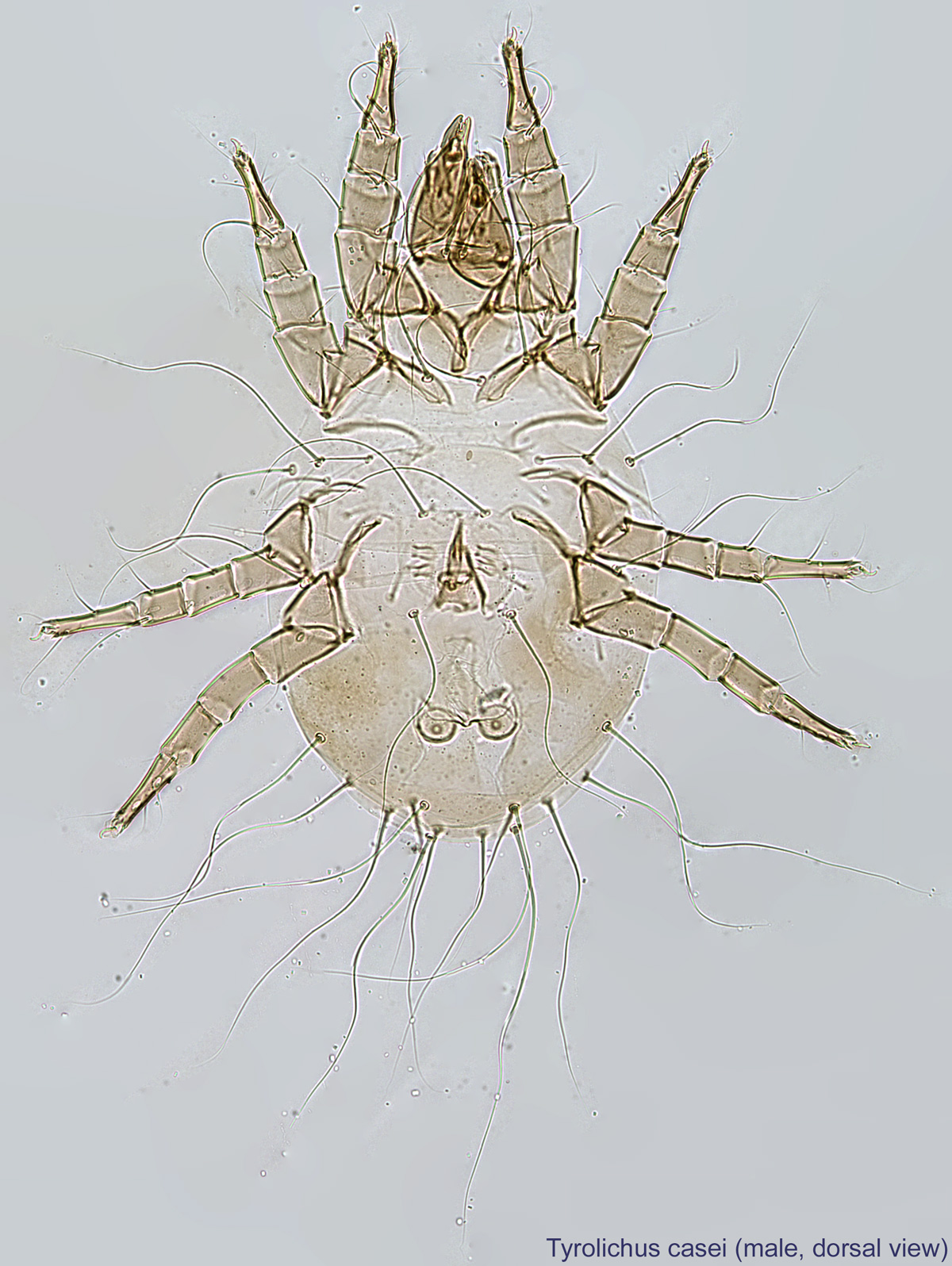
Tyrolichus casei (mâle).
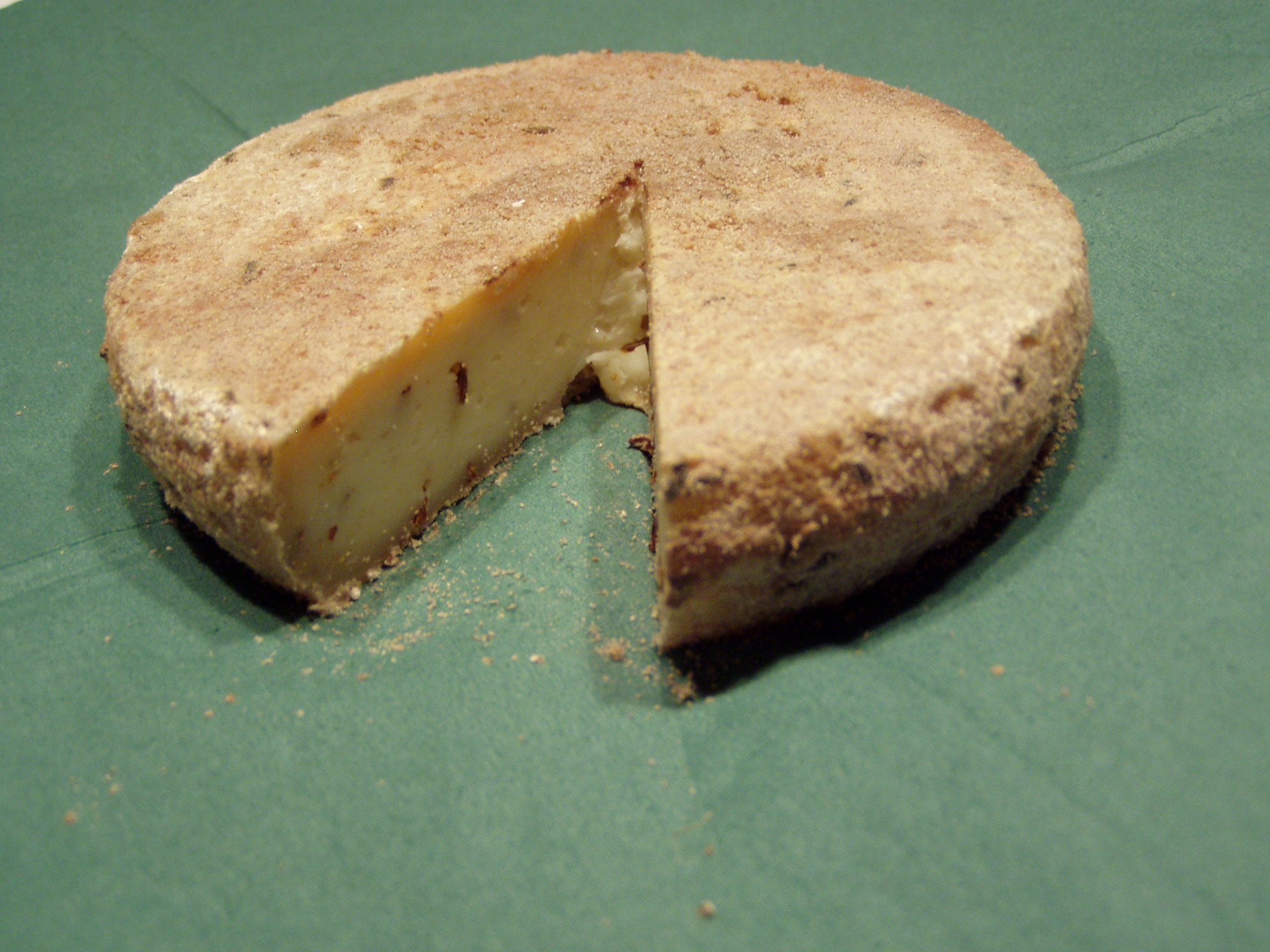
Milbenkäse (land de Saxe-Anhalt, Allemagne).

## Infestation des fromages
Les mêmes espèces sont également des ravageurs communs et cosmopolites qui infestent de nombreuses denrées alimentaires notamment les stocks de céréales mais aussi les fromages lorsque leur développement n'est pas maîtrisé. De plus, la prolifération des acariens du fromage peut être une cause de problèmes allergiques chez les personnes sensibles notamment dans le milieu professionnel,,. 
À l'inverse des producteurs et consommateurs français et allemands, les Anglais et Américains considèrent systématiquement que les acariens du fromage sont des organismes nuisibles. La littérature anglaise rapporte leurs infestations depuis le XVIe siècle. Au début du XXe siècle, ce sont les productions de cheddar et de fromage de Stilton qui sont les plus impactées. Pour ce dernier, cela correspond à 2,5 % du poids de chaque fromage. Dans les années 1970, en Angleterre, l'ensemble des fromageries et crèmeries comporte des acariens que ce soit sur les fromages ou sur le mobilier et le niveau d'infestation varie considérablement d'un lieu à un autre ; l'espèce la plus présente étant Acarus chaetoxysilos. 
Les acariens commencent à se développer dans des conditions supérieures à 4 °C et 60 % d'humidité, qui sont des conditions de stockage courantes pour la maturation du fromage, ce qui rend difficile la prévention des infestations. Afin de limiter leur propagation, un simple nettoyage, une élimination de toute nourriture à proximité et une bonne ventilation suffisent normalement à en venir à bout, les acariens mettant alors quelques semaines à disparaître, par diminution progressive de leur population. Des insecticides et acaricides tels que le lindane et le pirimiphos-méthyle ont été utilisés, mais les arthropodes ont acquis certaines résistances au fil des générations. De leurs côtés, les huiles essentielles de clou de girofle, de thym, de romarin et d'agrumes sont des acaricides efficaces dans ce cadre et l'usage d'un film plastique individuel en bon état permet de réduire l'infestation. Cependant, la présence d'acariens est normale et il n'est pas justifié de stériliser l'ensemble des bâtiments.

## Dans la culture
Jusqu'à la mise au point des premiers microscopes au cours de la seconde moitié du XVIIe siècle, le Ciron de la farine et ses espèces apparentées sont considérés comme les plus petits animaux connus et comme un symbole de la petitesse dans la littérature française,.